# Ščerbovec
Ščerbovec, ukrajinsky Щербовець, maďarsky Beregsziklás, je obec ve ždenijevské územní komunitě, v okrese Mukačevo v Zakarpatské oblasti Ukrajiny. Osadou obce Ščerbovec jsou Paškivci. V roce 2025 zde žilo 251 obyvatel; v celé obci žilo celkem 404 obyvatel.

## Historie
Do uzavření Trianonské smlouvy byla obec součástí Uherska, poté byla součástí Československa. Od roku 1945 byla obec součástí Ukrajinské sovětské socialistické republiky, která byla součástí SSSR, a nakonec od roku 1991 je součástí samostatné Ukrajiny.